# Червона Украйна (лек крайцер, 1915)
Червона Украйна е съветски военен кораб, лек крайцер от типа „Светлана“ („Адмирал Нахимов“). По времето на Гражданската война преминава от ръка на ръка, впоследствие е достроен и влиза в състава на Черноморския флот на ВМФ на СССР. Участва, през 1941 г., в отбраната на Одеса и Севастопол, потопен е на 12 ноември 1941 г. немската авиация в своята база.

## История

### Строителство
На 19 октомври 1915 г. в Николаев завода на „Руско корабостроително дружество“ („Руссуд“) пристъпва към постройката за Черноморския флот на крайцера „Адмирал Нахимов“ (главен) и „Адмирал Лазарев“ (наблюдаващ строежа – корабен инженер Н. И. Михайлов). Обаче вземането на властта от болшевиките и започналата Гражданска война в Русия спират работите по дострояването на кораба.
През февруари 1919 г. корабът е пленен от френските интервенти. През януари 1920 г. е отбуксиран от Въоръжените сили на Юга на Русия в Одеса и там е изоставен по време на по време на евакуацията, заради невъзможността да се буксира кораба поради лошото време. През февруари 1920 г., след падането на бяла Одеса, е върнат в Николаев.
На 1 април 1923 г. Николаевските държавни заводи решават да достроят кораба по първоначалния проект, но отказвайки се от старите противоаеропланни оръдия и да ги заменят с 75-мм зенитни оръдия система „Мелер“, и да допълнят минноторпедното му въоръжение с три тройни надводни апарата с диаметър 450 мм. Възможността за финансиране на програмата за възстановяване на флота е разглеждана от СНК на РСФСР. За дострояването на крайцера „Адмирал Нахимов“, от бюджета на Републиката, са отделени тогава едва 250 хил. рубли, което е явно недостатъчно за всички довършителни работи.
Със заповед на Реввоенсъвета на Републиката от 7 декември 1922 г. крайцерът „Адмирал Нахимов“ получава новото име „Червона Украйна“. През същия месец се состоява III Всеукраински конгрес на Съветите, който разглежда мерки за съдействие за дострояването на крайцера и приема постановление за шефството на ВУЦИК над „Червона Украйна“. Въпросът за допълнителното финансиране на довършителните работи е внесен за раглеждане от СНК на УССР, който, на 8 май 1923 г., приема решение да отдели във фонда за довършване на кораба 200 хил. златни рубли. Окончателната готовност на крайцера за предаване на флота е определена за 1 май 1926 г.
Крайцерът, в момента на прекратяване на строежа, се намира във висока степен на готовност: котлите, главните турбини, по-голямата част от спомагателните механизми и тръбопроводи са качени на кораба, комините и мачтите са поставени. Главната задача при дострояването, след прекъсването, се заключава в това, да се почисти кораба от мръсотията и корозията, да се завършат работите по монтажа на главните и спомагателните паропроводи, тръбопроводите, турбогенераторите и електромрежата, да се проведе напасването на всички механизми и устройства, като те се подготвят за предаване. При дострояването Николаевския завод „А. Марти“ основно се справя със спазването на междинните срокове за изпълнение на работите. Така например, към 1 февруари 1926 г. готовността на крайцера по маса на корпуса е 96%, по главните турбини – 99% и по спомагателните механизми – 84%.
В края на април 1926 г. „Червона Украйна“ успешно завършва заводските тестове на механизмите за швартовка. Корабът е въведе в док за оглед и боядисване на подводната част на корпуса. На 13 юни 1926 г. крайцерът „Червона Украйна“ излиза за ходови изпитания. Среднята скорост, при пет пробега, е 29,82 въз., максималната скорост на изпитанията се приближава към изискванията от първоначалните условия на проектирането (30,9 въз.). При ходовите изпитания, според решение на приемната комисия, заводът допълнително укрепва кърмата на корпуса във връзка с нейната силна вибрация при висок ход. На 24 ноември 1926 г. е контролното излизане в морето. На 7 декември 1926 г. приемните изпитания са успешно завършени, и заводът започва отстраняването на дребните забележки на приемната комисия.
В книгата на Норман Полмар „Самолетоносачи“ се споминава, че Франсис Е. МакМърти, издател на ежегодника „Джейнс Файтинг Шипс“, съобщава за намеренията на ръководството на ВМФ на СССР, през 1929 г., да преправи крайцера „Адмирал Нахимов“ в лек самолетоносач, давайки му името „Сталин“. Предполага се, че „Сталин“ ще носи 22 самолета и ще има скорост от 30 възела. Очаква се, че построяването на кораба ще бъде завършено през 1939 г. (в самия справочник е указана 1937 г.).

### История на службата

#### Преди войната
„Червона Украйна“ влиза в състава на флота на 21 март 1927 г.
В съпровождение с есминците „Незаможник“ и „Петровский“, през 1928 г., съветския крайцер с дружествена визита посещава Турция. На 25 юли 1929 г. крайцерът е посетен от Й. В. Сталин. През 1930 г. извършва преход в Средиземно море, с посещение на Италия и Гърция, след четири години крайцера отново плава за Турция. Преминава основен ремонт 1932 г.
През лятото на 1939 г. Севастополския морски завод започва основен възстановителен ремонт на „Червона Украйн“. Крайцерът преминава докуване и ремонт на подводната част, а след това е швартован за заводския причал за ремонт на машините и котлите. В казармите на Северната страна, за времето на ремонта на крайцера, е разположен екипажът, който също така участва в ремонтните работи. Освен ремонта на крайцера моряците се трудят в бойните части по своята специалност и се използват за общокорабните и поддържащите работи.
В хода на ремонта, освен изпълнението на корпусните работи, са поставени нови по-съвременни руски средства за свръзка и технически средства за навигация (жирокомпаси, ехолоти и др.). Поставени са три италиански сдвоени 100-мм оръдия система „Минизини“. Демонтирано е оборудването за хидросамолетите. През януари 1941 г. са завършени швартовите изпитания на крайцера, след това започват и ходовите.
Към 1 май крайцерът успешно завършва всички изпитания, на него отново е вдигнат военноморския флаг, и той се насочва за своето щатно място в Северната бухта на Севастопол.

#### Във Великата Отечествена война
Взема участие в боевете, в състава на Черноморския Флот на СССР в годините на Великата Отечествена война. Началото на войната посреща в Севастопол. Обновеният крайцер току що започва бойната си подготовка, поради което се числи във 2-ра линия, но вече към 23 – 24 юни води поставяне на отбранителни минни заграждения. В нощта на 5 юли, в състава на отряд бойни кораби, крайцерът отплава към новото си място на базиране в Новоросийск и пристига там на сутринта на следващия ден.
На 28 август „Червона Украйна“ пристига в Севастопол, където взема на борда си отряд от 720 моряка-доброволци. На 29 август крайцерът пристига в Одеса, стоварва отряда и започва оказването на огнева поддръжка на своите войски. „Червона Украйна“ е съпровождан от няколко малки кораба, поставящи димни завеси, и есминци, обстрелващи бреговите батареи на противника. Огнева поддръжка на защитниците на Одеса „Червона Украйна“ оказва от 29 август до 1 септември. В течение на септември крайцерът отплава за Новоросийск, отам тръгва, съпровождайки транспортите „Армения“ и „Украйна“, плаващи с десант за Одеся. Крайцерът предава транспортите на есминци, а той се отбива в Севастопол.
Крайцерът взема участие в евакуацията на Одеса. На 2 – 3 октомври „Червона Украйна“ евакуира част от полка морска пехота от Тендра за Севастопол. На 14 октомври крайцерът пристъпва към евакуацията на одеския отбранителен район, на кораба е организиран щабът на командващия одеската отбранай контраадмирал Г. В. Жуков. В нощта на 30 по 31 октомври крайцерът отново евакуира военни части от Тендра.
При отбраната на Севастопол, на 8 ноември 1941 г., първи от корабите на ескадрата открите огън по настъпващите войски на противника.
- Крайцерът „Адмирал Нахимов“ преди спуска му на вода, 24 октомври 1915 г.
- Спускането на крайцера „Адмирал Нахимов“, 25 октомври 1915 г.
- Лекият крайцер „Червона Украйна“, 1930-те години.
- Фокмачтата на крайцера „Червона Украйна“, потопен от немската авиация.

### Гибел
От 9 ноември 1941 г. крайцерът „Червона Украйна“ води артилерийски огън, без да променя своето местоположение, поддържа сухопътните войски на Севастополския отбранителен район (СОР) в района на имението Мекензия. И. А. Заруба на три пъти моли командването на ЧФ да смени позицията си, без да получава никакви указания за това. В 9 часа на 12 ноември 1941 г. два немски самолета-разузнавача фиксират разположението на корабите и съдовете в заллива.
На 12 ноември, в 11:00, по време на авионападение, крайцерът, стоящ при Графския пристан, е ударен от две бомби, поради което на получаващия сериозни повреди кораб загиват 70 души. В 12:24 в непосредствена близост от борда на кораба детонират още три бомби. Екипажът се опитва да спаси крайцера, но през двете пробойни по десния и левич борд във вътрешните помещения на кораба проникват около 3 000 т вода. В нощта към 13 ноември кренът на левия борд достига критичните 40°, и капитанът на „Червона Украйна“ Н. Заруба издава заповед да се напусне кораба. В четири часа сутринта корабът потъва.
Това е единственият съветски крайцер, загинал в годините на Великата Отечествена война. Оцелелият екипаж на крайцера влиза в състава на частите, отбрнаяващи Севастопол, а на 17 декември от свалени от крайцера 130-мм оръдия в Севастопол са формирани четири брегови батареи. По време на войната на крайцера „Красний Кавказ“ са поставени две от сдвоените 100-мм установки, свалени от „Червона Украйна“.
На 3 ноември 1947 г. крайцерът е изваден от водата. На 8 февруари 1948 г. той е поставен в док и ремонтиран, след което той се използва като учебно-тренировъчна станция. От 30 октомври 1950 г. е кораб мишена.
На 10 май 1952 г. е поставен на грунта в района на Бакалската коса като мишена за бомбомятане на морската авиация.

### Бреговата артилерийска стационарна батарея № 703 (114)
Североизточно от улицата „Генерал Жидилов“ се намира Бреговата артилерийска стационарна батарея № 703 (114) създадена през 1942 г. като част от отбранителните съоръжения на града. Въоръжена е с две оръдия калибър 130 мм (Б-7), свалени от крайцера „Червона Украйна“. Първоначално се намира в района на селището Дергачи, пренесена е на новата позиция през февруари 1942 г. Оръдията са поставени на бетонни основи със замана на телата на оръдията. Командирът на батареята, старши лейтенант П. С. Рабинович, както и по-голямата част от личния състав е от екипажа на крайцера „Червона Украйна“. Батареята води огън в поддръжка на частите на 2 и 3 сектори от отбраната. Особено активно батареята действа в последните дни на отбраната, от 20 до 29 юни 1942 г. В 2 часа през нощта на 29 юни, след артподготовка, немците от Северната страна стоварват десант в района на Троицката балка. През втората половина на деня те преминават в настъпление. Заедно с частите на 8-ма бригада на морската пехота батареята се оказва в обкръжение и без връзка с командването. Артилеристите се сражават, докато не свършват боеприпасите, след което, заедно с разчетите на съседните дотове тръгват на пробив. Част от личния състав и командирът са пленени от немско диверсионно подразделение. От 150 боеца излизат от обкръжението 15.
Съвременните позиции на батареята се намират в горски масив, като частично са повредени от засаждането на насажденията от кримски бор, което пък, от друга страна осигурява тяхното запазване от застрояване. Съхранени са две оръдейни позиции с погреби за боеприпаси, повредени в различна степен, пет бетонни укрития – като от допълнителните погреби за боезапаса един е взривен, три са затрупани. Батареята има свой железобетонен команден пункт, който не е съхранен, дори и не е открит в местността.
Позицията на батареята е внесена в Ргистъра на паметниците с местно значение, мемориалният знак е постановен до оръдейна позиция №1.

## Командири на кораба
- капитан 1-ви ранг А. И. Лебединский (7.12.1915 —1917)
- Н. Н. Несвицкий (1927 – 8.1930)
- П. А. Евдокимов (8.1930 – ?)
- А. Ф. Леер (? – 11.1933)
- капитан 2-ри ранг (от ноември 1935 г.) Н. Г. Кузнецов (11.1933 – 5.9.1936)
- капитан 2-ри ранг А. И. Заяц (5.9.1936 – ?)
- капитан 1-ви ранг Н. Е. Басистий (29.10.1939 – 5.11.1941)
- капитан 2-ри ранг И. А. Заруба (5.11 – 13.11.1941)

## Известни хора, които служат на кораба
- Николай Дмитриевич Ежов – съветски военен деец, генерал-майор от авиацията (1943). От май до октомври 1928 г., като курсант във ВМУ Фзунзе, преминава стаж на крайцера „Червона Украйна“.
- Аркадий Владимирович Свердлов – съветски военноморски деец, капитан 1-ви ранг (1943). В периода 1932 – 1934 г. служи като командир на дивизиона на главния калибър, БЧ-2 – цялата артилерия на крайцера.